# Guneijiao Cuo
Guneijiao Cuo (kinesiska: 古内脚错) är en sjö i Kina. Den ligger i den autonoma regionen Tibet, i den sydvästra delen av landet, omkring 850 kilometer väster om regionhuvudstaden Lhasa. Guneijiao Cuo ligger 4 882 meter över havet. Arean är 1,1 kvadratkilometer. Trakten runt Guneijiao Cuo är ofruktbar med lite eller ingen växtlighet. Den sträcker sig 1,5 kilometer i nord-sydlig riktning, och 1,4 kilometer i öst-västlig riktning.
Genomsnittlig årsnederbörd är 600 millimeter. Den regnigaste månaden är juli, med i genomsnitt 114 mm nederbörd, och den torraste är november, med 11 mm nederbörd.